# Strangalia cambrei
Strangalia cambrei es una especie de escarabajo longicornio del género Strangalia, categorizada en la tribu Lepturini, de la subfamilia Lepturinae. Fue descrita por Linsley & Chemsak en 1976.

## Descripción
Mide 7-10 mm de longitud.

## Distribución
Se distribuye por Estados Unidos.